# كأس تونس للكرة الطائرة للرجال 1970–71
كأس تونس للكرة الطائرة للرجال 1971-1970 هو الموسم رقم 15 من كأس تونس للكرة الطائرة للرجال.

فاز بهذا الموسم المستقبل الرياضي بالمرسى.

## روابط خارجية
- الموقع الرسمي للجامعة التونسية للكرة الطائرة.